# مؤشر فجوة الفقر

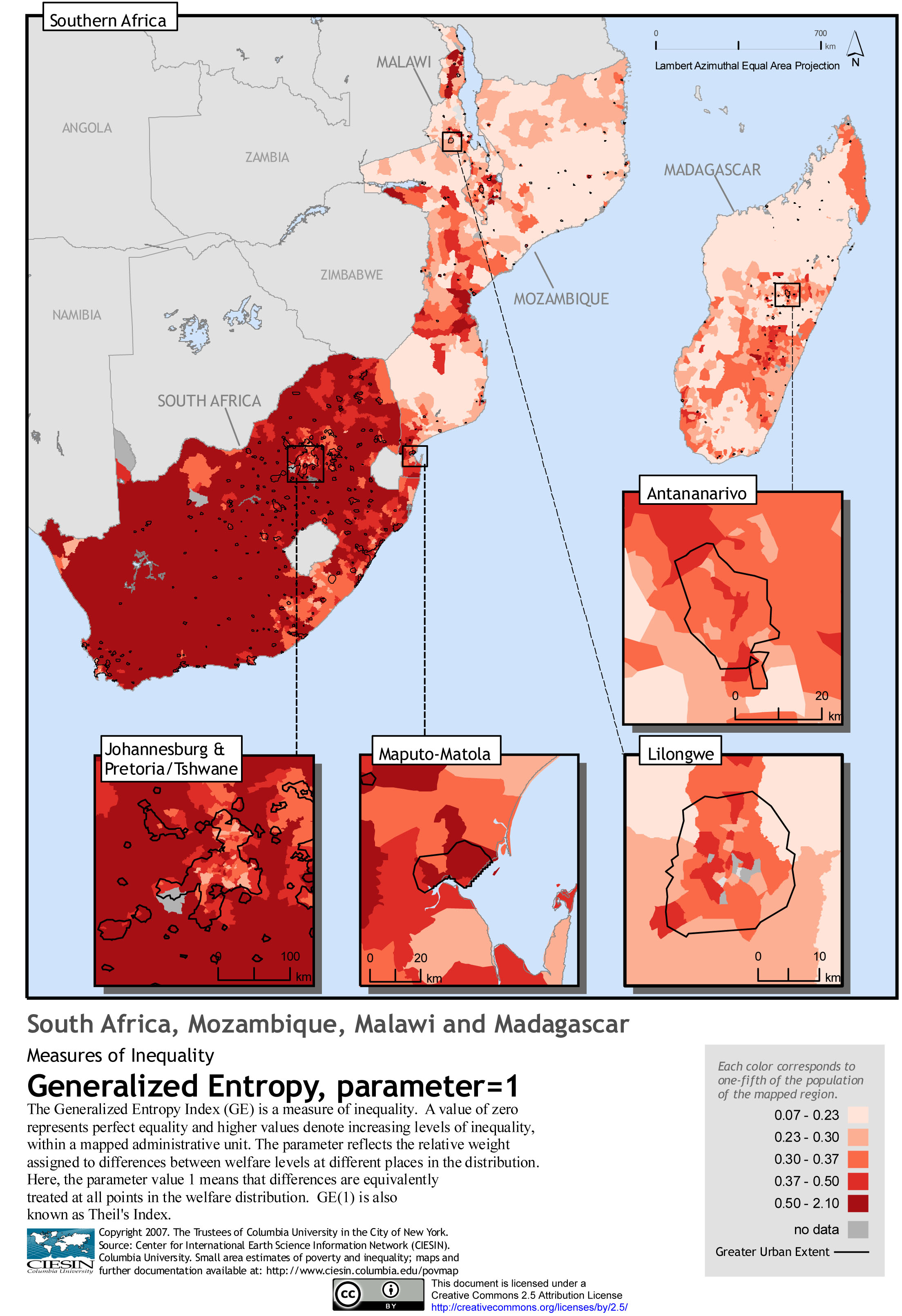
مؤشر فجوة الفقر لبعض المناطق

مؤشر فجوة الفقر هو مقياس لكثافة الفقر. يُعرّف بوصفه متوسط فجوة الفقر في مجموعة سكانية محددة كنسبة من خط الفقر.
يمثل مؤشر فجوة الفقر تحسينًا على مقياس الفقر المسمى معدل إحصاء الفقراء المستخدم في إحصاء جميع الأشخاص تحت خط الفقر، في مجموعة سكانية محددة، مع اعتبارهم فقراء بالتساوي. يقدّر مؤشر فجوة الفقر عمق الفقر بواسطة النظر في متوسط بعد الفقراء عن خط الفقر.

## تعريفه
يُطلق على مؤشر فجوة الفقر في بعض الأحيان اسم معدل فجوة الفقر أو مؤشر «بّي جي» ويُعرّف على أنه متوسط نسبة فجوة الفقر إلى خط الفقر. يُعبر عنه كنسبة مئوية من خط الفقر لدولة أو منطقة معينة.

### أهميته
يمثل معدل إحصاء الفقراء الطريقة الأكثر شيوعًا في قياس الفقر والتبليغ عنه، إذ يُعبر عنه كنسبة مئوية للمجموعة السكانية تحت خط الفقر. على سبيل المثال، أفادت نيويورك تايمز في يوليو 2012 بوصول معدل إحصاء الفقراء إلى 11.1% من السكان الأمريكيين في عام 1973، و15.2% في عام 1983 و11.3% في عام 2000. يشكل إهمال عمق الفقر إحدى السمات غير المرغوب فيها لمعدل إحصاء الفقراء؛ لن يتغير المعدل مع ازدياد فقر الفقراء.
يوفر مؤشر فجوة الفقر منظورًا أوضح لعمق الفقر. يسمح بإجراء مقارنات بين حالات الفقر. يساعد أيضًا في تقديم تقييم إجمالي لتقدم المنطقة في مساعيها للحد من الفقر إلى جانب تقييم سياسات عامة معينة أو مبادرات خاصة.

## حسابه
يُحسب مؤشر فجوة الفقر (بّي جي آي) على النحو التالي:
{\displaystyle {\rm {PGI}}={\frac {1}{N}}\sum _{j=1}^{q}\left({\frac {z-y_{j}}{z}}\right)}
أو
{\displaystyle {\rm {PGI}}={\frac {1}{N}}\sum _{j=1}^{N}\left({\frac {(z-y_{j}).1(y_{j}<z)}{z}}\right)}
N إجمالي عدد السكان، q إجمالي عدد الفقراء على خط الفقر أو تحته، z خط الفقر، yj  الدخل المالي للفرد الفقير، j الأفراد فوق خط الفقر ممن تبلغ فجوتهم صفر.
وفق تعريفه، يمثل مؤشر فجوة الفقر نسبة مئوية بين 0% و100%. يُعطى في بعض الأحيان كجزء، بين 0 و1. تشير القيمة النظرية للصفر إلى عدم وجود أي فرد من السكان تحت خط الفقر. تشير القيمة النظرية البالغة 100% إلى أن الدخل المالي لكل فرد من السكان مساو للصفر. في بعض النشرات، يُعطى مؤشر فجوة الفقر بالرمز P1 بينما يُعطى معدل إحصاء الفقراء بالرمز P0.

## سماته
يمكن تفسير مؤشر فجوة الفقر بوصفه النسبة المئوية لمتوسط نقص الدخل في مجموعة سكانية معينة من خط الفقر. إذا ضربت مؤشر فجوة الفقر لدولة ما بكل من خط الفقر وإجمالي عدد أفراد الدولة، تحصل على إجمالي المال اللازم لإخراج نسبة الفقراء من الفقر المدقع حتى الوصول إلى خط الفقر، بافتراض الاستهداف الأمثل للحوالات. على سبيل المثال، لنفترض وجود 10 ملايين فرد في دولة معينة، مع خط فقر يبلغ 500$ سنويًا ومؤشر فجوة فقر يبلغ 5%. بالتالي، يبلغ متوسط الزيادة من أجل الحد من الفقر المدقع 25$ لكل فرد سنويًا. لاحظ أن 25$ تمثل 5% من خط الفقر. يبلغ إجمالي الزيادة المطلوبة من أجل الحد من الفقر 250 مليون دولار أمريكي – 25$ مضروبة في 10 ملايين فرد.
يتجاوز مؤشر فجوة الفقر معدل إحصاء الفقراء شائع الاستخدام في الأهمية. قد تمتلك منطقتان معدل إحصاء الفقراء نفسه، إلا أنهما تختلفان بلا ريب في مؤشر فجوة الفقر. يشير مؤشر فجوة الفقر الأعلى إلى فقر أكثر شدة.
يتسم مؤشر فجوة الفقر بالجمعية. بعبارة أخرى، يمكن استخدام المؤشر كمقياس الفقر الإجمالي، بالإضافة إلى تحليله مختلف المجموعات السكانية الفرعية، مثل تلك المقسمة حسب المنطقة، أو قطاع العمل، أو مستوى التعليم، أو الجنس، أو العمر أو العرق.

## القيود
يهمل مؤشر فجوة الفقر تأثير انعدام المساواة بين الفقراء. إذ لا يمكنه رصد الفوارق في شدة الفقر بين الفقراء. كمثال نظري، لنفترض وجود حيين صغيرين مع عائلتين قاطنتين في كل منهما وواقعتين تحت خط الفقر البالغ 500 دولار أمريكي سنويًا. في إحدى الحالتين، يبلغ دخل العائلة 1 100 دولار أمريكي سنويًا بينما يبلغ دخل العائلة 2 300 دولار سنويًا. في الحالة الثانية، يبلغ الدخل السنوي لكل من العائلتين 200 دولار أمريكي. يبلغ مؤشر فجوة الفقر في كلا الحالتين (60%)، على الرغم من ازدياد شدة الفقر في الحالة الأولى لدى العائلة 1، ذات الدخل البالغ 100 دولار أمريكي سنويًا. نتيجة لذلك، يعتبر الباحثون مؤشر فجوة الفقر تحسينًا متوسطًا غير تام عن معدل إحصاء الفقراء.
يقترح بعض الباحثين أمثال أمارتيا سين تشكيل مؤشر فجوة الفقر تحسينًا كميًا بالمقارنة مع الإحصاء البسيط للفقراء تحت خط الفقر، لكنه يبقى محدودًا على المستوى النوعي. يحول التركيز على قياس فجوة الدخل الانتباه عن الجوانب النوعية، مثل القدرات، والمهارات والموارد الشخصية، التي من شأنها القضاء على الفقر بشكل مستدام. من شأن المقياس الأفضل التركيز على القدرات وجانب الاستهلاك الناتج للأسر الأفقر. أثارت هذه الاقتراحات في البداية الجدل، لكنها شكلت مع مرور الوقت إلهامًا للباحثين الذين اقترحوا العديد من التحسينات.

## مقاييس ذات صلة
يمثل مقياس فوستر غرير ثوربيك المتري الشكل العام من «بّي جي آي». ترفع صيغة FGT α المجاميع إلى القوة ألفا، إذ تكون FGT0 مؤشر إحصاء الفقراء، وFGT1 «بّي جي آي» وFGT2 «بّي جي آي» التربيعي.
مؤشر فجوة الفقر التربيعي، يُسمى أحيانًا مؤشر شدة الفقر أو P2، هو مؤشر مرتبط مؤشر فجوة الفقر. يُحسب من خلال إيجاد متوسط مربع نسبة فجوة الفقر. عبر تربيع كل بيانات فجوة الفقر، يعطي المقياس وزنًا أكبر كلما انخفض الدخل المالي للشخص الفقير تحت خط الفقر. يمثل مؤشر فجوة الفقر التربيعي أحد أشكال المجموع المرجح لفجوات الفقر، مع تناسب الوزن مع فجوة الفقر.
مؤشر سين، يُسمى أحيانًا PSEN، هو مؤشر مرتبط بمؤشر فجوة الفقر (بّي جي آي). يُحسب كما يلي:
{\displaystyle {\rm {P_{\text{SEN}}}}=H*G_{z}+PGI*(1-G_{z})}
إذ تمثل H معدل إحصاء الفقراء وGZ معامل جيني للدخل للأفراد تحت خط الفقر.
مؤشر واتس، يُسمى أحيانًا W، هو مؤشر مرتبط بمؤشر فجوة الفقر (بّي جي آي). يُحسب كما يلي:
{\displaystyle {\rm {W}}={\frac {1}{N}}\sum _{j=1}^{q}\ln \left({\frac {z}{y_{j}}}\right)}
تماثل المصطلحات المستخدمة في حساب W تلك المستخدمة لحساب مؤشر فجوة الفقر (انظر قسم الحساب في هذه المقالة).